# Regina Jehá
Regina Jehá é uma cineasta brasileira. De ascendência libanesa, graduou-se na primeira turma de cinema da ECA/USP. Além da atividade no cinema, foi administradora do Auditório Augusta, espaço da vanguarda teatral paulistana, criado por ela e pelo diretor Luís Sérgio Person nos anos 60, em São Paulo.

## Filmografia
- 1971 - "Bexiga Ano Zero"
- 1975 - "Guarani"
- 1980 - Curumins & Cunhantãs
- 1984 - "Pantanal, a última fronteira"
- 1994 - " Encanto (Catehe)"
- 2001 - "Por Mares Nunca Dantes Navegados",[2]
- 2007 - "Person", depoimento[3]
- 2012 - "Expedição Viva Marajó",[4]

### Prêmios
- Bexiga Ano Zero

1. Carmem Santos  - II Festival de Brasília – 1971
2. Candango - II Festival de Brasília / Fundação Cultural de Brasília - 1971
3. Troféu Humberto Mauro / Instituto Nacional de Cinema - 1971
4. Prêmio INC - Instituto Nacional de Cinema - 1971

- Guarani

1. Humberto Mauro – Instituto Nacional de Cinema - 1976
2. Governador de Estado - Secretaria de Estado da Cultura - 1976

- Curumins & Cunhantãs

1. Prêmio de Roteiro – Fundação Nacional da Arte - 1980
2. 28º Westdeutsche Kurzfilmtage Oberhausen - Prêmio Aquisição - 1981

- Pantanal a última Fronteira

1. Prêmio Estímulo de Roteiro - Secretaria de Estado da Cultura –1984

- Encanto (Catehe)

1. Prêmio Panda - XXVII Festival de Brasília do Cinema Brasileiro / 1994
2. XXII Jornada de Cinema da Bahia - Menção Honrosa /Melhor Som – 1995

- Por Mares Nunca Dantes Navegados

1. Premio de Roteiro – Secretaria do Audiovisual do Ministério da Cultura